# MapQuest
MapQuest — американский картографический сервис. Принадлежит компании AOL. Один из первых картографических сервисов в интернете, наиболее популярный в конце 90-х — начале 2000-х. В 2010-х является вторым по популярности  картографическим порталом в США, уступая только Google Maps.

## История
Сайт был открыт в феврале 1996.
Разработчик сервиса был создан в виде подразделения RR Donnelley (NASDAQ: RRD) в 1967 в Чикаго, США. В 1994 стал независимой компанией «GeoSystems Global Corporation», с 1999 переименован в MapQuest из-за высокой популярности одноименного онлайн-сервиса. В 2000 году приобретен America Online, Inc за 1,1 млрд долларов. Штаб-квартира расположена в Денвере, Колорадо.
В 2001 году произошло активное продвижение на европейских рынках, были открыты сайты mapquest.co.uk, mapquest.de, mapquest.fr.
До 2002 года использовался на портале Yahoo!. Был заменен на Yahoo Maps.
С 2013 года доступны мобильные приложения для iOS и Android.
В 2015 году MapQuest как часть AOL был куплен компанией Verizon.
С октября 2015 года карты MapQuest реализованы при участии провайдера MapBox.
Взаимодействует и спонсирует проект OpenStreetMap, с 2010 запускались варианты сервиса на базе данных OSM для отдельных стран, в частности, первым был запущен open.mapquest.co.uk для Великобритании. Позже была открыта глобальная карта open.mapquest.com, планируемая к закрытию в 2016 году.